# William Grimes
William F. Grimes, né le 31 octobre 1905 et mort le 25 décembre 1988, est un archéologue et préhistorien gallois. Il a consacré sa carrière à l'archéologie de Londres et à la préhistoire du Pays de Galles.

## Jeunesse et formation
William Francis Grimes est né le 31 octobre 1905 à Pembroke, au pays de Galles. Son père est dessinateur industriel. Il fait ses études à l'école du comté de Pembroke, puis à la Bedford Modern School, après que son père a déménagé à Bedford pour travailler comme dessinateur sur des dirigeables. Grimes est retourné au pays de Galles en 1923 pour étudier le latin à l'université de Cardiff, où il a eu notamment pour professeurs Mortimer Wheeler et Cyril Fox. Grimes a obtenu sa licence universitaire avec mention très bien en 1926.
Quand Mortimer Wheeler déménage pour devenir directeur du Musée de Londres en 1926, Cyril Fox le remplace comme directeur du Musée national du pays de Galles. Grimes devient assistant-gardien de l'archéologie au Musée national du pays de Galles, auprès du nouveau gardien de l'archéologie, Victor Erle Nash-Williams. Il obtient son doctorat de l'université du pays de Galles en 1930, avec une thèse sur la poterie romaine des travaux de la 20e Légion à Holt (alors dans le Denbighshire).
Grimes a rencontré Audrey Williams en 1935, alors qu'il préparait une exposition à Swansea pour le centenaire de l'institution royale du sud du Pays de Galles. Ils ont ensuite travaillé ensemble à de nombreuses fouilles au Pays de Galles et ailleurs, et se sont mariés par la suite.

## Premiers travaux
Grimes s'est intéressé à la préhistoire du Pays de Galles, et a participé à des fouilles à Pyle, Lud's Church (en), Corston Beacon et Llanboidy.
Il s'installe à Southampton en 1938 pour devenir agent d'archéologie adjoint à la Division de l'arpentage. Il participe à l'exhumation du navire nouvellement découvert à Sutton Hoo l'année suivante.
Il a été détaché auprès du ministère des Travaux publics pendant la Seconde Guerre mondiale et a travaillé avec Audrey Williams sur des levés et des fouilles rapides avant la construction de nouveaux aérodromes et d'autres structures militaires. Ses découvertes incluent un site religieux de l'Âge du fer à Heathrow.

## À Londres
En 1945, Grimes succède à Mortimer Wheeler en tant que directeur du Musée de Londres, alors basé à Lancaster House. Il a participé au programme de fouille des sites Blitz à Londres avant leur réaménagement. Pour ce travail, il a eu toute liberté de la ville de Londres en 1952. L'un des faits saillants a été l'exhumation du London Mithraeum (en), découvert sur un chantier de construction à Walbrook en 1954, avec des reportages dans les Illustrated London News illustrés par des dessins d'Alan Sorrell (en). La découverte inattendue d'un buste de Mithra le dernier jour des fouilles a suscité un intérêt considérable de la presse et du public, des débats au Parlement et des discussions au Cabinet. La fouille a été prolongée, ce qui a permis de faire d'autres découvertes, mais a retardé la construction. Bien que Bucklersbury House ait été construite sur le site, Grimes a réussi à récupérer un grand nombre de mobilier archéologique, y compris des statues en marbre attestant de la richesse de ce culte. Le temple a été reconstruit à proximité dans les années 1960, mais le travail n'a pas été supervisé par des archéologues et Grimes a été déçu du résultat.
Il a poursuivi ses fouilles à Londres après avoir succédé à Vere Gordon Childe comme directeur de l'Institut d'archéologie de l'University College de Londres et professeur d'archéologie à l'Université de Londres en 1956 (Wheeler avait fondé l'Institut en 1937, et Childe est devenu directeur après que Wheeler a démissionné en 1946). Alors que Grimes en était le directeur, l'Institut a déménagé de St John's Lodge à Regent's Park vers de nouveaux locaux à Gordon Square.

## Organismes et associations
Grimes est devenu Fellow de la Society of Antiquaries of London en 1934.
Grimes restait intéressé par l'archéologie galloise. Il a reçu un doctorat honoris causa de l'université du pays de Galles en 1961, et a été président de l'Association cambrienne d'archéologie en 1963-1964. Il a siégé à de nombreuses commissions et comités au sein de divers organismes officiels et sociétés et organisations archéologiques, dont la Society of Antiquaries, l'Institut royal d'archéologie et le Council for British Archaeology. Il a été membre de la Commission royale d'enquête sur les monuments historiques et anciens du Pays de Galles pendant 30 ans à partir de 1948, dont il a également été le président, et s'est joint à la Commission royale sur les monuments historiques d'Angleterre en 1964. Il a pris sa retraite des deux commissions en 1978. Entre 1975 et 1988, il a été le premier président du Dyfed Archaeological Trust (en).

## Prix et distinctions
Grimes a été nommé commandeur de l'Empire britannique (CBE) en 1955.

## Publications
Grimes a publié un livre sur la préhistoire du Pays de Galles en 1939, Guide to the Collection Illustrating the Prehistory of Wales, qui a remporté le prix G. T. Clark de la Cambrian Archaeological Association en 1949. Le livre a été réédité sous le nom de The Prehistory of Wales en 1951, et une deuxième édition a suivi en 1959.
- The Megalithic Monuments of Wales, Cardiff, Musée national du pays de Galles, 1936.
- The Prehistory of Wales, Cardiff, Musée national du pays de Galles, 1951.
- W. F. Grimes, « The Council for British Archaeology: The First Decade », The Archaeological News Letter, Linden Publicity, vol. 5, no 8,‎ janvier 1955, p. 139–145
- Excavations in the City of London, in Rupert Bruce-Mitford (dir.) Recent Archaeological Excavations in Britain, Londres, Routledge, 1956.
- The Excavation of Roman and Mediaeval London, Londres, Routledge, 1968.